# Sarvāstivādin

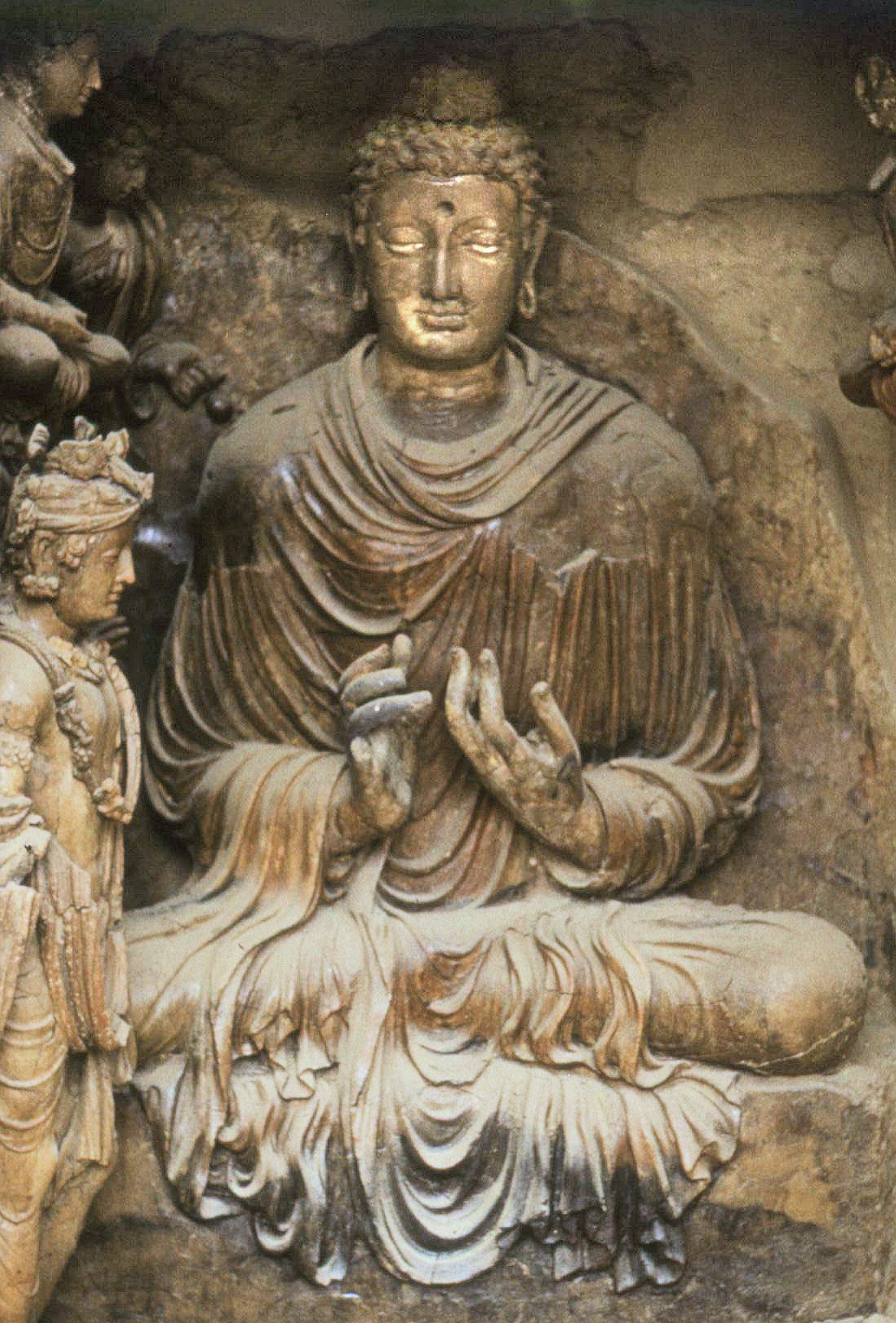
Bouddha assis du monastère Sarvāstivādin de Tapa Shotor, IIe siècle

L'école Sarvāstivāda (pāli : Sabbatthivāda) ou des Sarvāstivādin est l'un des courants majeurs du bouddhisme ancien en Inde. Elle est apparue environ trois cents ans après le Parinirvāṇa du bouddha Siddhartha Gautama, et s'est répandue en particulier dans les régions du Cachemire, du Pendjab et du Gandhara. Elle est parfois désignée par le terme  Vaibhāṣika.
La presque totalité des textes bouddhiques anciens conservés en sanskrit, en chinois ou en tibétain appartient à la secte des sarvastivadin. 
Le terme sanskrit Sarvāstivādin est composé de trois mots : sarva (tout), asti (existe), vādin (celui qui parle), et signifie "celui qui dit que tout existe". Le nom en chinois exprime exactement cette signification : Shuō yíqiè yǒu bù 說一切有部, appellation simplifiée : Yǒubù 有部. (pāli : Sabbatthivādin ; tibétain : Thams-cad yod-par smra-ba ; japonais : Issai'ubu).
L'Abhidharmakosha de Vasubandhu 
présente les conceptions de cette école : tous les phénomènes se divisent en cinq parties et soixante-sept éléments de base ; bien que la nature de l'homme et du dharma soit vide (śūnyatā), ces 67 éléments composant toutes les existences sont réels ; les trois périodes (dhātu) passé, présent et futur existent effectivement.

## Histoire
L'école nait à l'époque d'Ashoka (IIIe siècle av. J.-C.). Le bouddhisme en Inde déclinera après le VIIIe siècle de notre ère.
Les Sarvāstivādin auraient constitué le cœur de la deuxième vague missionnaire bouddhiste en Asie Centrale, après Dharmaguptaka, et suivis des Mūlasarvāstivādin. Le patronage de Kanishka Ier leur permit de devenir une des écoles les plus importantes.
Leur vinaya fut le plus généralement adopté en Chine, avant d'être remplacé par celui de l'école Dharmaguptaka. Le vinaya Sarvāstivāda  est conservé en totalité dans le Canon bouddhiste chinois.

## Philosophie
La philosophie Sarvāstivādin est souvent considérée comme un « pan-réalisme » : non seulement les phénomènes présents existent, et ont une nature propre, svabhāva, mais également les phénomènes passés et futurs. 
Cette position est un moyen de résoudre une grande difficulté à laquelle était confrontée le bouddhisme. La théorie de la rétribution des actes était difficilement conciliable avec la thèse qui rejetait l'existence du "soi", d'un quelconque principe vital ou de tout autre élément personnel permanent susceptible de transmigrer d'une vie à l'autre. Cette difficulté interne de la doctrine bouddhique était le défaut de la cuirasse sur lequel s'acharnaient ses adversaires.
La solution invoquée par les sarvāstivādin, à savoir que "tout existe", le passé, comme le présent et le futur, permettrait  d'expliquer la relation mystérieuse entre l'acte qui appartient au passé et sa rétribution à venir. Chaque dimension du temps est conçue comme un chemin le long duquel se déplacent les dharma, qui, tout en restant instantanés, ont une nature permanente.
Mais dans la doctrine, cette notion des trois temps est en concurrence avec celle de la "possession",  dharma "détaché de la pensée" dont les sarvāstivādin disent qu'il est une "formation" créée par l'acte dans le sujet; cette "formation" périt immédiatement mais pour laisser place à une autre semblable, et ceci jusqu'à la fructification de l'acte. 
L'enseignement de l'école sarvāstivādin présente plusieurs autres particularités :
- La connaissance des quatre nobles vérités est progressive.
- Même un arhat peut perdre l'éveil et retomber dans le Saṃsāra.
- Les Sarvāstivādin décrivent cinq voies, que reprendra le mahāyāna.

## Textes
Le vinaya Sarvāstivāda est conservé en totalité dans le Canon bouddhiste chinois.
Les collections de sutras de ce courant sont celles qui se sont transmises le plus complètement après celles de l’école théravada. Elles sont classées dans les agamas (textes anciens) dans les canons mahayana qui les ont conservées. Le Madhyama Āgama et le Saṃyukta Āgama (équivalents du Majjhima Nikaya et du Samyutta Nikaya théravada), traduits en chinois, se trouvent dans le canon chinois (T26 et T99). De plus, deux tiers du Dīrgha Āgama (équivalent du Dīgha Nikāya) en sanskrit ont été découverts en Afghanistan. 
On connait sept textes de leur Abhidharma :
- Sangitiparyaya (Discours sur l’assemblée)
- Dharmaskandha (Agrégation des dharmas)
- Prajnaptisastra (Traité des désignations)
- Dhatukaya (Groupes d’éléments)
- Vijnanakaya (Groupes de conscience)
- Prakaranapada (Exposition)
- Jnanaprasthana (Fondation de la connaissance)

Les Sarvastivadin du Cachemire accordaient une importance particulière au Mahavibhasa ("Grand Commentaire" du Jnanaprasthana) et furent pour cela appelés Vaibhashikas ("école du commentaire").